# Трифон Иванов (ВДРО)
Трифон Николов Иванов е български революционер, деен участник в борбата за освобождението на Добруджа.

## Семейство
Роден е на 8 септември 1894 г. в с. Генерал Зафирово, Тутраканско. Родителите му са източно-православни българи. Родителите му са Никола Иванов Тишев и Рада Николова Иванова. Детството и юношеството прекарва в с. Коларово, където пребивава, когато през 1913 г. румънците завладяват Добруджа. След наборна комисия за румънската армия избягва в България. При обявяване на войната (1915-1918) постъпва в 44 резервен пехотен полк, където воюва. След войната се връща в родното си село, но пак избягва в България, когато румънците окупират Добруджа отново.

## Дейност
От 1922 г. е член на съюза „Добруджа“ и на ВДРО до 1940 г. Член на бойна група в четата на Стефан Боздуганов, взима участие в четническите акции в Добруджа. Пренася позиви, литература и църковни книги на български език за Добруджа. Като четник е ранен в гърдите в престрелка до с. Малък Преславец, но е спасен от другарите си, които го пренасят в България. Сражава се с румънски банди и жандармерия в Южна Добруджа.